# 谷本陽一
谷本 陽一（たにもと よういち、1980年 - ）は日本の民法学者。北海学園大学法学部政治学科教授。

## 人物
早稲田大学高等学院、2002年早稲田大学法学部卒業、早稲田大学大学院法学研究科民事法学専攻博士後期課程満期退学。2008早稲田大学法学学術院助手。2011年白鴎大学専任講師、2014年北海学園大学准教授、2019年教授（民法を担当）。

## 専門
- 契約法、債務不履行法、不法行為法。契約危殆状態における法規範と社会規範の協働を研究している。災害時の人の行動と民事責任の関係も専門としている。